# Pankow
Pankow [ˈpaŋkoː] je třetí městský obvod Berlína, který vznikl v roce 2001 sloučením dřívějších obvodů Pankow, Prenzlauer Berg a Weißensee.

## Další členění
Městský obvod Pankow se skládá ze 13 částí:
| - Prenzlauer Berg - Weissensee - Blankenburg - Heinersdorf - Karow | - Stadtrandsiedlung Malchow - Pankow - Blankenfelde - Buch - Französisch Buchholz | - Niederschönhausen - Rosenthal - Wilhelmsruh |

## Zajímavosti
V západoněmeckém a západním tisku se slovo „Pankow“ používalo jako synonymum pro východoněmeckou vládu.

## Fotogalerie

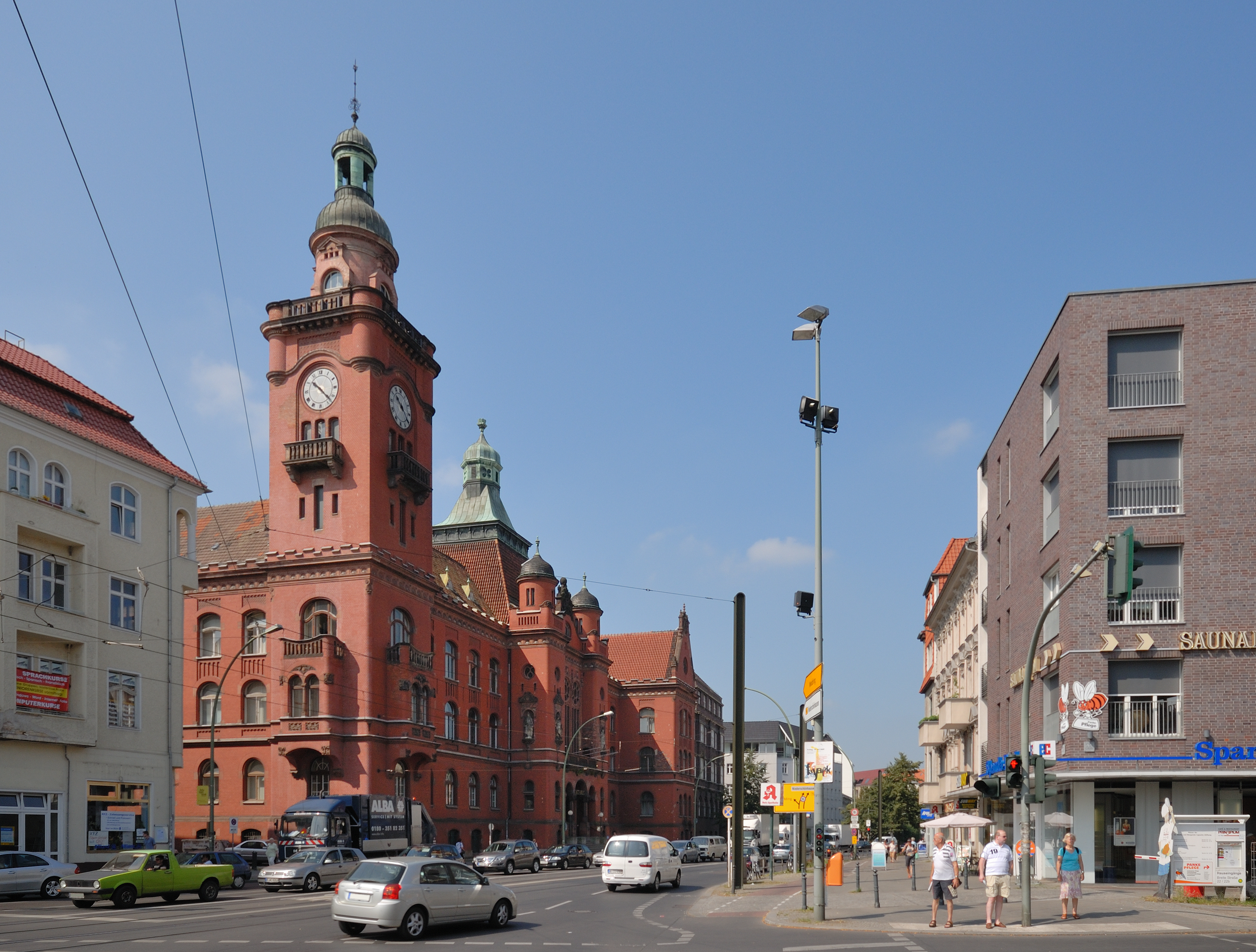
Pankowská radnice
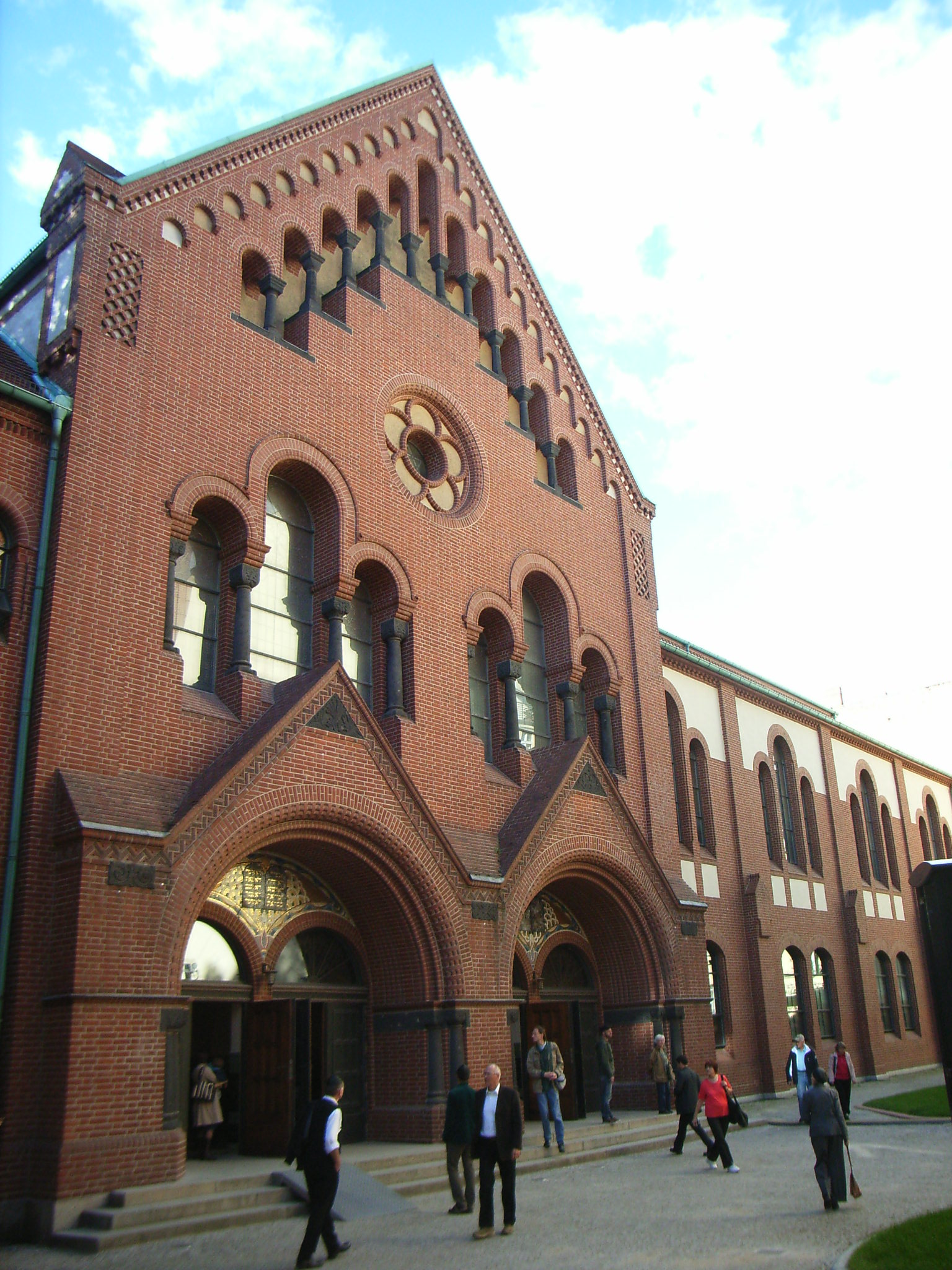
Synagoga na Rykestrasse